# Авиомоделизъм
Авиомоделизмът е вид спорт, който може да се практикува и като хоби за всяка възраст. Необходими са техническо творчество, умения и представлява създаване по чертеж и/или пилотиране на модели на летателни апарати – дистанционно управляеми (радиоуправляеми, кордови), свободно летящи-безмоторни самолети (планери), както и модели на хеликоптери. За малко повече от 60-годишната си история, авиомоделизмът в България е един от най-стремително развиващите се технически спортове. Авиомоделите в никакъв случай не са играчки, а спортистите-моделари не са просто пораснали деца. Радиоуправляемите модели на самолети са сложни и технологични машини, съчетание от различни компоненти на механиката и радиоелектрониката. Дисциплината и точността са отличителни черти за добрите авиомоделисти и пилоти. Всъщност авиомоделизмът е сложно съчетание между спорт и изкуство, защото не само самостоятелната изработка на летящ модел, но и самата му настройка, както и управление, изискват тънко владеене на тези две на пръв поглед разнопосочни музи.

## Материали
За изработването на моделите се използват тънък шперплат, леко дърво балса, смоли с ламинатни технологии стъклопласт, пенополистироли, стиропор, депрон, дунапрен. Статичните модели се изработват от пластмаса, метал, дърво, дори от хартия. Техниките за построяването на различните модели са принципно различни. Размерите им варират от няколко сантиметра до няколко метра. Моторните модели се задвижват с миниатюрни ДВГ, електродвигатели, гумени двигатели, а в последните години и с моделни турбореактивни двигатели.
В миналото (до 80те) авиомоделите се изработваха основно от балса/шперплат/бамбук. За лепило се ползваше декстриново и ацетоново. А за обличане се ползваше много тънка хартия (ЯПОН), която се залепвяше с ацетоново лепило, а се опъваше с разредено такова.
По-късно с развитието на химическата промишленост и излизането на структурните лепила започнаха да се използват полиестерни и епоксидни смоли в комбинация със стъклен плат (т.н. стъклопласт или фибростъкло).
В днешни дни се използват по-малко балса и шперплат, а по-широко стиропор, карбон, кевлар, техните смеси и стъклен плат. Използват се и комбинации от балса и карбон за изработка на комбиниран шперплат. За обличане се използва масово специално моделарско фолио (термосвиваемо, лазурно оцветено или непрозрачно оцветено) с подготвен лепилен слой за топло лепене/опъване.
През 2007 г. българският авиомоделизъм отпразнува своя 60-годишен юбилей. По този случай е издадена монография „История на авиомоделизма в България“ с автор Николай Т. Николов – Председател на българска федерация по авиомоделизъм.

## Авиомоделизма като спорт
За авиомоделизма и ракетомоделизма като спорт в България се грижи Българската Федерация по Авиомоделизъм.
На световно ниво за тези два спорта се грижи Международната Авиационна Федерация (FAI)

## Отметки
1. FAI - официална страница
2. Българска Федерация по Авиомоделизъм